# Булонський дім
Булонський дім — французький дворянський рід з Фландрського дому.
Граф Бодуен II, завоювавши місто Булонь, фактично віддав його своєму молодшому синові, Адалолфі. Після смерті останнього, Арнульф I Фландрський, граф Фландрії і старший племінник Бодуена II, захопив Булонь . Наймолодший син, Арнульфу II Булонському, досягнув успіху в поверненні Болоні за допомогою короля Людовика IV Заморського.